# Хлорид висмута(I)
Хлорид висмута(I) — неорганическое соединение, соль металла висмута и соляной кислоты с формулой BiCl, кристаллы чёрного цвета, разлагаются водой.

## Получение
- Разложение хлорида висмута(III):

{\displaystyle {\mathsf {BiCl_{3}\ {\xrightarrow {1000^{o}C}}\ BiCl+Cl_{2}}}}
- Сплавление хлорида висмута(III) с металлическим висмутом:

{\displaystyle {\mathsf {BiCl_{3}+2Bi\ {\xrightarrow {T}}\ 3BiCl}}}

## Физические свойства
Хлорид висмута(I) образует кристаллы чёрного цвета, которые плавится при 300°С.
В вакууме легко возгоняется.

## Химические свойства
- Разлагается водой.

## Применение
- В аналитической химии.